# Leptostrangalia shaanxiana
Leptostrangalia shaanxiana là một loài bọ cánh cứng trong họ Cerambycidae.